# John Denham
John Yorke Denham (ur. 15 lipca 1953 w Seaton w hrabstwie Devon) – brytyjski polityk, członek Partii Pracy. Były minister społeczności i samorządów lokalnych.
Z wykształcenia jest chemikiem, ukończył ten kierunek studiów na uniwersytecie w Southampton. Na uczelni był w latach 1976-1977 przewodniczącym Związku Studentów. Na początku swojej kariery zawodowej pracował w organizacjach pozarządowych zajmujących się ochroną środowiska. Na początku był doradcą Agencji Doradztwa Energetycznego w Durham, potem pracował w organizaCji Przyjaciół Ziemi. W latach 1979–1983 był szefem programów młodzieżowych w British Council, a potem powrócił do sektora NGO. Równocześnie zasiadał w radach różnych szczebli samorządu terytorialnego (w latach 1981-1989 w radzie hrabstwa Hampshire, później w radzie Southampton do 1993 r., gdzie był przewodniczącym Komisji Budownictwa Miejskiego).
W tym czasie dwukrotnie bez powodzenia startował w wyborach do Izby Gmin. W wyborach 1983 r. w okręgu Southampton Itchen zajął trzecie miejsce. Denham startował w tym samym okręgu w wyborach 1987 r. Zajął wtedy drugiego miejsce uzyskując 6716 głosów mniej niż zwycięzca, konserwatysta Christopher Chope. Mandat parlamentarny zdobył dopiero przy trzeciej próbie, w 1992 r. Uzyskał jednak tylko 551 głosów więcej niż drugi w wyborach Chope. Swoją pierwszą mowę na forum parlamentu Denham wygłosił 20 maja 1992 r.
Początkowo skupił się na pracy w komisji ochrony środowiska, ale w 1995 r. Tony Blair mianował go głównym rzecznikiem Partii Pracy w kwestiach ubezpieczeń społecznych. Po zdobyciu przez jego partię władzy w 1997 r. Denham został parlamentarnym podsekretarzem stanu, a od 1998 r. ministrem stanu, w resorcie zabezpieczenia socjalnego, skąd w 1999 r. przeniósł się do ministerstwa zdrowia. W roku 2000 został członkiem Tajnej Rady.
Po wyborach w 2001 r. został ministrem stanu w ministerstwie spraw wewnętrznych. Ustąpił z tego stanowiska w marcu 2003 r., po rozpoczęciu wspieranej przez rząd Blaira amerykańskiej interwencji w Iraku, wobec której był sceptyczny. Dalej zajmował się jednak sprawami wewnętrznymi jako przewodniczący komisji Izby Gmin, którym został w lipcu 2003 r. Spędził w tej roli cztery lata, często zajmując dość krytyczne stanowisko wobec decyzji pochodzącego z jego partii premiera. Gdy nowy szef rządu Gordon Brown w jednej ze swoich pierwszych decyzji postanowił zmienić strukturę ministerstw odpowiedzialnych za kwestie nauki i edukacji, Denhamowi powierzył nowy resort innowacji, uniwersytetów i zdolności, będący odpowiednikiem działających w innych krajach ministerstw nauki. 5 czerwca 2009 r. objął tekę ministra społeczności i samorządów lokalnych. Pozostawał na tym stanowisku do przegranych wyborów w 2010 r.
Jest ojcem trojga dzieci: dwojga z zakończonego rozwodem małżeństwa z Ruth Eleanor Dixon. i jednego z późniejszego, nieformalnego związku. Denham lubi grać w krykieta i jest kibicem Southampton F.C.